# K League
La K League (en hangul, K리그) es la liga de fútbol profesional de Corea del Sur que incluye la primera división K League 1 y la segunda división K League 2.

## Historia
Hasta la década de 1970, el fútbol de Corea del Sur operaba en dos grandes ligas de fútbol, la Liga Nacional de Fútbol Semiprofesional y la Liga Nacional de Fútbol Universitario, pero estas no eran ligas profesionales en las que los futbolistas podían centrarse únicamente en el fútbol. En 1979, sin embargo, el presidente de la Asociación de Fútbol de Corea (KFA), Choi Soon-young, planeó fundar una liga de fútbol profesional, y creó el primer club profesional Hallelujah FC al año siguiente. Después de la fundación de la liga de béisbol profesional de Corea del Sur KBO League en 1982, la KFA se dio cuenta de la crisis sobre la popularidad del fútbol. En 1983, hizo urgentemente la Superliga de Corea con dos clubes profesionales (Hallelujah FC, Yukong Elephants) y tres clubes semiprofesionales (Pohang Steelworks, Daewoo Royals, Kookmin Bank) para profesionalizar el fútbol surcoreano. Luego, la Superliga cumplió su propósito después de que los clubes existentes también se convirtieran en clubes profesionales (Pohang, Daewoo) o se unieran a la liga nuevos clubes profesionales. En los primeros años, también mostró un sistema de promoción al otorgar calificaciones a los ganadores de la Liga Semiprofesional. (Hanil Bank en 1984, Sangmu FC en 1985)
Sin embargo, el número de espectadores disminuyó constantemente a pesar del esfuerzo de KFA, por lo que la liga profesional, renombrada como Competencia de Fútbol Profesional de Corea, operaba un sistema local y visitante para interesar a los fanáticos desde 1987. El 30 de julio de 1994, el Comité de la Liga Profesional de la KFA se independizó de la asociación y pasó a llamarse "Federación Coreana de Fútbol Profesional". En 1996, el gobierno de Corea del Sur y la Federación de Fútbol introdujeron una política de descentralización para aumentar la popularidad del fútbol a nivel nacional en preparación para la Copa Mundial de la FIFA 2002, que querían albergar. Varios clubes ubicados en la capital Seúl se mudaron a otras ciudades de acuerdo con la nueva política, pero esta fue abolida después de solo tres años y se considera una política fallida, porque abandonó la ciudad más poblada de Corea del Sur. En 1998, la liga fue rebautizada nuevamente como K League, su actual denominación.
Se llegó al formato vigente tras abolir el Campeonato de la K League y la Copa de la Liga de Corea después de la temporada 2011, y se dividió en dos divisiones en 2013. El nombre de la primera división era K League Classic, mientras que el nombre de la segunda división era K League Challenge; por otra parte, el nombre de marca integral era K League. El hecho de que tanto la primera como la segunda categoría tuvieran nombres muy similares provocó cierto grado de confusión y controversia. A partir de la temporada 2018, la primera división pasó a llamarse K League 1 y la segunda división, K League 2.

## Estructura
Por debajo de la K League 1 se encuentra la K League 2, y ambas forman la K League como ligas profesionales. Bajo las K Leagues, hay varias ligas semiprofesionales (K3 League, K4 League) y ligas amateur, pero sus clubes no pueden ascender a la K League.

## Equipos
A partir de 2020, ha habido un total de 32 clubes miembros en la historia de la K League; esos clubes se enumeran a continuación con sus nombres actuales (cuando corresponda):
- El principio de las estadísticas oficiales de la K League es que el club final supera la historia y los récords del club predecesor.
- Los clubes en cursiva ya no existen.

| #  | Club (duración) | Propietario(s) |
| -- | --- | --- |
| 1  | Pohang Steelworks (1983–1994) Pohang Atoms (1995–1996) Pohang Steelers (1997–presente)                                  | POSCO |
| 2  | Hallelujah FC (1983–1985)                                                                                               | Shindongah Group |
| 3  | Yukong Elephants (1983–1995) Bucheon Yukong (1996–1997) Bucheon SK (1997–2005) Jeju United (2006–presente)              | SK Energy |
| 4  | Daewoo Royals (1983–1995) Busan Daewoo Royals (1996–1999) Busan I'Cons (2000–2004) Busan IPark (2005–presente)          | Daewoo (1983–1999) HDC Group (2000–presente) |
| 5  | Kookmin Bank (1983–1984)                                                                                                | Kookmin Bank |
| 6  | Hyundai Horang-i (1984–1995) Ulsan Hyundai Horang-i (1996–2007) Ulsan Hyundai (2008–presente)                           | Hyundai Motor Company (1984–1997) Hyundai Heavy Industries (1998–presente) |
| 7  | Lucky-Goldstar (1984–1990) LG Cheetahs (1991–1995) Anyang LG Cheetahs (1996–2003) FC Seoul (2004–presente)              | LG Group (1984–2004) GS Group (June 2004–presente) |
| 8  | Hanil Bank (1984–1986)                                                                                                  | Hanil Bank |
| 9  | Sangmu FC (1985) | Korea Armed Forces Athletic Corps |
| 10 | Ilhwa Chunma (1989–1995) Cheonan Ilhwa Chunma (1996–1999) Seongnam Ilhwa Chunma (2000–2013) Seongnam FC (2014–presente) | Ilwha Company (1989–2013) Gobierno de Seongnam (2014–presente) |
| 11 | Chonbuk Buffalo (1994)                                                                                                  | Bobae Soju |
| 12 | Jeonbuk Dinos (1995–1996) Jeonbuk Hyundai Dinos (1997–1999) Jeonbuk Hyundai Motors (2000–presente)                      | Hyunyang Company (1995–1999) Hyundai Motor Company (1995–presente) |
| 13 | Jeonnam Dragons (1995–presente)                                                                                         | POSCO |
| 14 | Suwon Samsung Bluewings (1996–presente)                                                                                 | Samsung Electronics (1996–2014) Cheil Worldwide (2014–presente) |
| 15 | Daejon Citizen (1997–2019) Daejeon Hana Citizen (2020–presente)                                                         | Dong Ah Group (1997–1998) Chungchong Bank (1997–1998) Dongyang Department Store (1997–1999) KyeRyong Construction Company (1997–2002) Gobierno de Daejeon (2003–2019) Hana Financial Group (2020–presente) |
| 16 | Gwangju Sangmu (2003–2010)                                                                                              | Korea Armed Forces Athletic Corps Gobierno de Gwangju |
| 17 | Daegu FC (2003–presente)                                                                                                | Gobierno de Daegu |
| 18 | Incheon United (2004–presente)                                                                                          | Gobierno de Incheon |
| 19 | Gyeongnam FC (2006–presente)                                                                                            | Gobierno Provincial de Gyeongnam |
| 20 | Gangwon FC (2009–presente)                                                                                              | Gobierno Provincial de Gangwon |
| 21 | Sangju Sangmu (2011–presente)                                                                                           | Korea Armed Forces Athletic Corps Gobierno de Sangju |
| 22 | Gwangju FC (2011–presente)                                                                                              | Gobierno de Gwangju |
| 23 | Police FC (2013) Ansan Police (2014–2015) Ansan Mugunghwa (2016)                                                        | KNP Sports Club Gobierno de Ansan (2014–2016) |
| 24 | Goyang Hi FC (2013–2015) Goyang Zaicro (2016)                                                                           | |
| 25 | Chungju Hummel (2013–2016)                                                                                              | Hummel Korea |
| 26 | Suwon FC (2013–presente)                                                                                                | Gobierno de Suwon |
| 27 | Bucheon FC 1995 (2013–presente)                                                                                         | Gobierno de Bucheon |
| 28 | FC Anyang (2013–presente)                                                                                               | Gobierno de Anyang |
| 29 | Seoul E-Land (2015–presente)                                                                                            | E-Land Group |
| 30 | Asan Mugunghwa (2017–2019)                                                                                              | KNP Sports Club Gobierno de Asan |
| 31 | Ansan Greeners (2017–presente)                                                                                          | Gobierno de Ansan |
| 32 | Chungnam Asan (2020–presente)                                                                                           | Gobierno de Asan Gobierno Provincial de Chungnam |

1. ↑  Fundado como un club semiprofesional el 1 de abril de 1973, Pohang originalmente eligió un delfín como mascota, pero cambió a Astro Boy, también conocido como “Atom”, en 1985.
2. ↑  Fundado como club semiprofesional el 20 de diciembre de 1980
3. ↑  Fundado como un club semiprofesional “Saehan Motors” el 22 de noviembre de 1979
4. ↑  Fundado como club semiprofesional el 29 de septiembre de 1969
5. 1 2 3  Sangmu, Gwangju Sangmu y Sangju Sangmu son entidades legales separadas según la federación de la K League
6. 1 2  Ansan Mugunghwa y Asan Mugunghwa son entidades legales separadas según la federación de la K League
7. ↑  Fundado como club semiprofesional “Hallelujah FC” el 3 de abril de 1999
8. ↑  Fundado como club semiprofesional “Hummel FC” el 9 de diciembre de 1999
9. ↑  Fundado como un club semiprofesional “Suwon City” el 15 de marzo de 2003

## Playoffs de ascenso y descenso
Los playoffs de ascenso y descenso de la K League se introdujeron en 2013 y se disputan entre el equipo 11º clasificado de la K League 1 y el subcampeón de la K League 2. El partido de ida siempre se juega en el estadio del equipo de segunda división. mientras que el partido de vuelta se juega en la casa del equipo de primera división.
| Año  | K League 1    | Agregado     | K League 2           | Ida          | Vuelta       |
| ---- | ------------- | ------------ | -------------------- | ------------ | ------------ |
| 2013 | Gangwon FC    | 2–4          | Sangju Sangmu        | 1–4          | 1–0          |
| 2014 | Gyeongnam FC  | 2–4          | Gwangju FC           | 1–3          | 1–1          |
| 2015 | Busan IPark   | 0–3          | Suwon FC             | 0–1          | 0–2          |
| 2016 | Seongnam FC   | 1–1 (v)      | Gangwon FC           | 0–0          | 1–1          |
| 2017 | Sangju Sangmu | 1–1 (5–4 p)  | Busan IPark          | 1–0          | 0–1 (t.s.)   |
| 2018 | FC Seoul      | 4–2          | Busan IPark          | 3–1          | 1–1          |
| 2019 | Gyeongnam FC  | 0–2          | Busan IPark          | 0–0          | 0–2          |
| 2020 | No sostenido  | No sostenido | No sostenido         | No sostenido | No sostenido |
| 2021 | Gangwon FC    | 4–2          | Daejeon Hana Citizen | 0-1          | 4–1          |
| 2022 |               | agg.         |                      | ida          | vuelta       |
| 2022 |               | agg.         |                      | ida          | vuelta       |

## Récords y estadísticas
Hasta el 25 de noviembre de 2020
K League incluye oficialmente récords de K League 1, K League 2 y Copa de la Liga de Corea en sus estadísticas independientemente de los niveles y formatos de competencia.
| Pos             | Jugador          | Num.  | Part. | Prom. |
| Goles           | Goles            | Goles | Goles | Goles |
| --------------- | ---------------- | ----- | ----- | ----- |
| 1               | Lee Dong-gook    | 228   | 548   | 0.42  |
| 2               | Dejan Damjanović | 198   | 380   | 0.52  |
| 3               | Kim Shin-wook    | 132   | 350   | 0.38  |
| Asistencias     |                  |       |       |       |
| 1               | Yeom Ki-hun      | 110   | 396   | 0.28  |
| 2               | Lee Dong-gook    | 77    | 548   | 0.14  |
| 3               | Mauricio Molina  | 69    | 209   | 0.33  |
| Vallas invictas |                  |       |       |       |
| 1               | Kim Byung-ji     | 229   | 706   | 0.32  |
| 2               | Kim Young-kwang  | 153   | 518   | 0.3   |
| 3               | Choi Eun-sung    | 152   | 532   | 0.29  |
| Partidos        |                  |       |       |       |
| 1               | Kim Byung-ji     | 706   | 706   | —     |
| 2               | Lee Dong-gook    | 548   | 548   | —     |
| 3               | Choi Eun-sung    | 532   | 532   | —     |

## Restricción de jugadores extranjeros
| Año        | 1983–1993 | 1994          | 1995 | 1996–2000     | 2001–2002     | 2003–2004 | 2005 | 2006–2008 | 2009–2019     | 2020–presente |
| Plantel    | 2         | 3             | 3    | 5             | 7             | 5         | 4    | 3         | 3+1           | 3+1+1         |
| Alineación | 2         | 2             | 3    | 3             | 3             | 3         | 3    | 3         | 3+1           | 3+1+1         |
| Detalles   |           | [ detalle 1 ] |      | [ detalle 2 ] | [ detalle 3 ] |           |      |           | [ detalle 4 ] | [ detalle 5 ] |

1. ↑  Si se eligieran tres o más jugadores nativos en un club para la selección nacional, tres jugadores extranjeros podrían jugar.
2. ↑  El número de apariciones de porteros extranjeros fue limitado en 1997 y 1998, y su empleo está prohibido desde 1999.
Año 1997: Dos tercios de todos los partidos
Año 1998: Un tercio de todos los partidos
1999–presente: Los porteros extranjeros están restringidos en la liga
3. ↑  Operación temporal debido a frecuentes convocatorias de jugadores nativos para el equipo de la Copa del Mundo.
4. ↑  +1 jugador asiático
5. ↑  +1 jugador asiático, +1 Jugador del sudeste asiático

Al inicio de la K League en 1983, solo dos jugadores brasileños estaban en las listas. En ese momento, las reglas permitían que cada club tuviera tres jugadores extranjeros y que los tres también pudieran jugar simultáneamente en un juego. A partir de la temporada 1996, cada equipo tenía cinco jugadores extranjeros, de los que tres podían jugar en un partido al mismo tiempo. Desde 1999, los porteros extranjeros están prohibidos en la liga porque los clubes surcoreanos emplearon en exceso a porteros extranjeros después de ver las actuaciones de Valeri Sarychev en ese momento. En 2001 y 2002, el límite de jugadores extranjeros se amplió a siete, pero solo tres podían jugar en un encuentro al mismo tiempo. El límite se redujo a cinco en 2003, cuatro en 2005 y tres en 2007. Desde 2009, el número de futbolistas extranjeros volvió a subir a cuatro por equipo, incluido un puesto para un jugador de países de la AFC. Desde 2020, los jugadores del sudeste asiático pueden registrarse bajo la cuota de la ASEAN.

## Reubicación de clubes
En los primeros años, se determinaron las ubicaciones de los clubes de la K League, pero en esencia no tenían sentido porque los clubes jugaban recorriendo todos los estadios juntos. El sistema actual de local y visitante funciona desde 1987.1 Los clubes se trasladaron de provincias a ciudades en 1990,2 pero actualmente están ubicando su área independientemente de la provincia y ciudad desde 1994.3 Si bien la política de descentralización se aplicó de 1996 a 1999, los clubes de Seúl fueron reubicados nuevamente.
| Club                    | 1987              | 1991    | 1996      | 2006     |
| ----------------------- | ----------------- | ------- | --------- | -------- |
| Pohang Steelers         | Daegu–Gyeongbuk   | Pohang1 | Pohang    | Pohang   |
| Jeju United             | Incheon–Gyeonggi  | Seúl1   | Bucheon3  | Jeju     |
| Busan IPark             | Busan–Gyeongnam   | Busan1  | Busan     | Busan    |
| Ulsan Hyundai           | Gangwon           | Ulsan1  | Ulsan     | Ulsan    |
| FC Seoul                | Chungnam–Chungbuk | Seúl1   | Anyang3   | Seúl     |
| Seongnam FC             | —                 | Seúl    | Seongnam3 | Seongnam |
| Jeonbuk Hyundai Motors  | —                 | —       | Jeonbuk2  | Jeonbuk  |
| Jeonnam Dragons         | —                 | —       | Jeonnam2  | Jeonnam  |
| Suwon Samsung Bluewings | —                 | —       | Suwon2    | Suwon    |

## Premios de la K League
- Premio al MVP de la K League
- Premio al máximo goleador de la K League
- Premio al máximo asistidor de la K League
- Premio al Jugador Joven del Año de la K League
- Premio al entrenador del año de la K League
- K League Best XI
- K League FANtastic Player

## Patrocinio
| Año           | Patrocinador          | Nombre de liga |
| ------------- | --------------------- | --- |
| 1983–1993     | Ninguno               | |
| 1994–1995     | Hite                  | 94 Hite Cup Korean League 95 Hite Cup Korean League |
| 1996–1997     | Rapido                | 96 Rapido Cup Professional Football Championship 97 Rapido Cup Professional Football Championship                                                                                     |
| 1998          | Hyundai Group         | 98 Hyundai Cup K-League |
| 1999          | Hyundai Securities    | 99 Buy Korea Cup K-League |
| 2000          | Samsung Electronics   | 2000 Samsung DigiTall K-League |
| 2001          | POSCO                 | 2001 POSCO K-League |
| 2002          | Samsung Electronics   | 2002 Samsung PAVV K-League |
| 2003–2008     | Samsung Electronics   | Samsung Hauzen K-League 2003–2008 |
| 2009          | Ninguno               | |
| 2010          | Hyundai Motor Company | Sonata K League 2010 |
| 2011–2016     | Hyundai Oilbank       | Hyundai Oilbank K League 2011–2012 Hyundai Oilbank K League Classic 2013–2016 Hyundai Oilbank K League Challenge 2013–2016                                                            |
| 2017–presente | KEB Hana Bank         | KEB Hana Bank K League Classic 2017 KEB Hana Bank K League Challenge 2017 KEB Hana Bank K League 1 2018 KEB Hana Bank K League 2 2018 Hana 1Q K League 1 2019 Hana 1Q K League 2 2019 |